# 대순다 열도

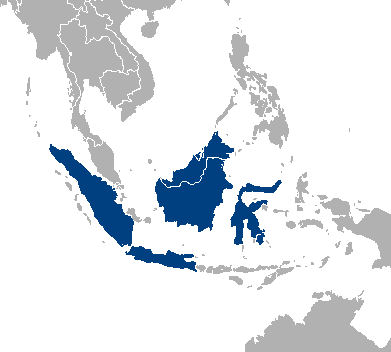
대순다 열도

대순다 열도(영어: Greater Sunda Islands, 문화어: 대쑨다 렬도)는 말레이 제도의 서쪽 부분의 큰 섬으로 이루어진 섬 무리이다.
- 보르네오섬
- 수마트라섬
- 술라웨시섬
- 자와섬

면적:1,500,000 km2
정치적으로는 인도네시아, 말레이시아, 브루나이의 영토로 나뉜다. 대순다 열도의 동쪽으로 뻗어 있는 소순다 열도와 함께 순다 열도를 이루고 있다.

## 같이 보기
- 순다 열도
- 소순다 열도